# Lee Barnes
Lee Barnes (Estados Unidos, 16 de julio de 1906-28 de diciembre de 1970) fue un atleta estadounidense, especialista en la prueba de salto con pértiga en la que llegó a ser campeón olímpico en 1924.

## Carrera deportiva
En los JJ. OO. de París 1924 ganó la medalla de oro en el salto con pértiga, saltando por encima de 3.95 metros, superando a sus compatriotas Glen Graham (plata también con 3.95 m pero en más intentos) y James Brooker (bronce con 3.90 metros).